# Posición viciada
Posición viciada és una pel·lícula dramàtica colombiana de 1998 dirigida per Ricardo Coral amb guió i producció de Dago García. Va ser protagonitzada per Álvaro Bayona, Hernán Méndez, Fernando Solórzano, Harold Fonseca i Ana Soler.

## Argument
La trama narra la història d'un equip de futbol que està a punt de descendir a la segona divisió i ha d'enfrontar el partit més important amb la sospita que alguns dels seus jugadors van ser comprats per perdre el partit.

## Repartiment
- Álvaro Bayona
- Hernán Méndez
- Fernando Solórzano
- Harold Fonseca
- Ana Soler
- Daniel Rocha